# Anna Hübler
Pour les articles homonymes, voir Hübler.
Anna Hübler est une patineuse artistique allemande née le 2 janvier 1885 à Munich et morte le 5 juillet 1976 à Munich. Son partenaire est Heinrich Burger.
Avec Burger, elle est championne olympique aux Jeux olympiques de 1908 et double championne du monde.

## Palmarès
| Compétition           | 1908 | 1909 | 1910 |
| Jeux olympiques       | 1re  |      |      |
| Championnats du monde | 1re  |      | 1re  |